# روي أوليفر ديزني
روي أوليفر ديزني (بالإنجليزية: Roy O. Disney)‏ (24 يونيو 1893 – 20 ديسمبر 1971) رجل أعمال أمريكي، مؤسس مشارك مع شقيقه والت ديزني في شركة والت ديزني للإنتاج منذ إعادة تسمية شركة والت ديزني.

## نشأته
ولد روي في شيكاغو، إلينوي، الولايات المتحدة وكان والده ايرلندي الاصل كندي الجنسية ويدعى الياس تشارلز ديزني، ووالدته ألمانية الاصل أمريكية الجنسية وتدعى فلورا كال ديزني. في الواحد من يوليو، عام 1911، قام والده الياس بشراء طريق لتوصيل الصحف إلى مدينة «كنساس تايمز»، وقد امتد هذا الطريق من شارع السابع والعشرون إلى شارع الحادي والثلاثون، ومن شارع بروسبكت افينيو إلى شارع إنديانا افينيو. وكان روي واخيه والت يعملان بتوصيل الصحف، حيث يقوموا بتوصيل الصحف كل صباح إلى مدينة كنساس تايمز إلى حوالي 700 عميل، وكل مساء من يوم الأحد إلى أكثر من 600 عميل. وقد ارتفعت اعداد العملاء مع مرور الوقت.
تخرج روي من المدرسة الثانوية للتدريب اليدوي في مدينة كنساس تايمز عام 1912. ترك وظيفة توصيل الصحف، وعمل في مزرعة خلال الصيف. ثم وجد فرص عمل كموظف لدى البنك الوطني الأول في مدينة كنساس تايمز.
عمل روي في بحرية الولايات المتحدة من عام 1917-1919. وبعد عام حاول شقيقه والت الانضمام إلى الجيش الأمريكي، وقد رفض نظرا لكونه تحت السن القانوني. بعد إصابة روي بمرض السل، كان قد سرح من الخدمة العسكرية، وأصبح صاحب بنك في لوس انجلوس. في عام 1923 انتقل شقيقه والت إلى هوليوود، وانضم الية روي، وقاموا بتأسيس استديو«ديزني بروس». وقد قام الإخوة بطلب عدة منازل من شركة لوس انجلوس وبنائها في المحيط الهادئ (وهي بيوت مجهزة خصيصا للقص), وفي عام 1928، قاموا ببناء منازلهم بجانب مدينة لايريك أفينيون. وكانت منازلهم ضخمة قليلا وقد صممت وفقا لطلبهم، بحيث لا تتطابق تماما مع البيوت الأصلية الواردة في فهارس المحيط الهادئ.

## والت ديزني للإنتاج
كان والت الرجل المبدع، وروي واحد من الذين حرصوا على ان تكون الشركة مستقرة ماليا.قام الشقيقان روي ووالت ديزني على حد سواء بتأسيس استديو ديزني، ولكن قام والت بشراء حصة أكبر من شقيقه روي في عام 1929، وعلى عكس ماكس وديف فليشر المنافس لاستديو فلايشر، ويعتبر روي ليس المنتج المشارك. ومع ذلك، فإن روي يكون شريكا بالتساوي في جميع جوانب الإنتاج.

## حياته الشخصية
تزوج روي من إدنا فرانسيس في أبريل عام 1925 حتى وفاته.ولد ابنهما، روي إدوارد ديزني، في 10 يناير عام1930. طوال حياته، رفض روي الدعاية والشهرة التي تأتي شقيقه والت. وكان روي خجولا للغاية من الكاميرا وسلبي، مما أدى إلى وجود عدد قليل من صوره في الاماكن العامة.

## وفاته
تقاعد روي ديزني بعد فتح والت ديزني وورلد في أكتوبر عام 1971. في أوائل ديسمبر كانون الأول من ذلك العام، كان يشتكى من وجود «بقعة» على إحدى عينيه وكان من المقرر أن يزور طبيب العيون حتى يصف له نظارات جديدة. في 20 ديسمبر عام،1971 في سن ال 78، توفي على سريرة اثر نوبة قلبيه، وقد اكتشف ذلك أحد أفراد الأسرة، وكانوا في حالة ذهول وانهيار. دفن في مقبرة فورست لون هوليوود هيلز.

## تكريمه
يقع تمثال روي اوليفر ديزني جالسا على مقعد بجانب ميني ماوس في حديقة ديزني التي تقع في ساحة البلدة للشارع الرئيسي، الولايات المتحدة الأمريكية، في حديقة المملكة السحرية في ولاية فلوريدا.ويقع التمثال الثاني خارج المبنى الذي يضم فريق ديزني في بربانك، كاليفورنيا. بينما يوجد التمثال الثالث في حديقة ديزني لاند في طوكيو. يقع جناح روي ديزني في الطابق العلوي من فندق هونغ كونغ ديزني لاند. في عام 2014، رسم روي اوليفر ديزني في فيلم روائي طويل شقيقه والت قبل ميكي والذي كتبه جون هيدر.

## روابط خارجية
- روي أوليفر ديزني على موقع IMDb (الإنجليزية)
- روي أوليفر ديزني على موقع الموسوعة البريطانية (الإنجليزية)
- روي أوليفر ديزني على موقع إن إن دي بي (الإنجليزية)
- روي أوليفر ديزني على موقع قاعدة بيانات الفيلم (الإنجليزية)